# NGC 5460
NGC 5460 (другие обозначения — OCL 925, ESO 221-SC24) — рассеянное скопление в созвездии Центавр.
Этот объект входит в число перечисленных в оригинальной редакции «Нового общего каталога».